# Verktygsmaskin

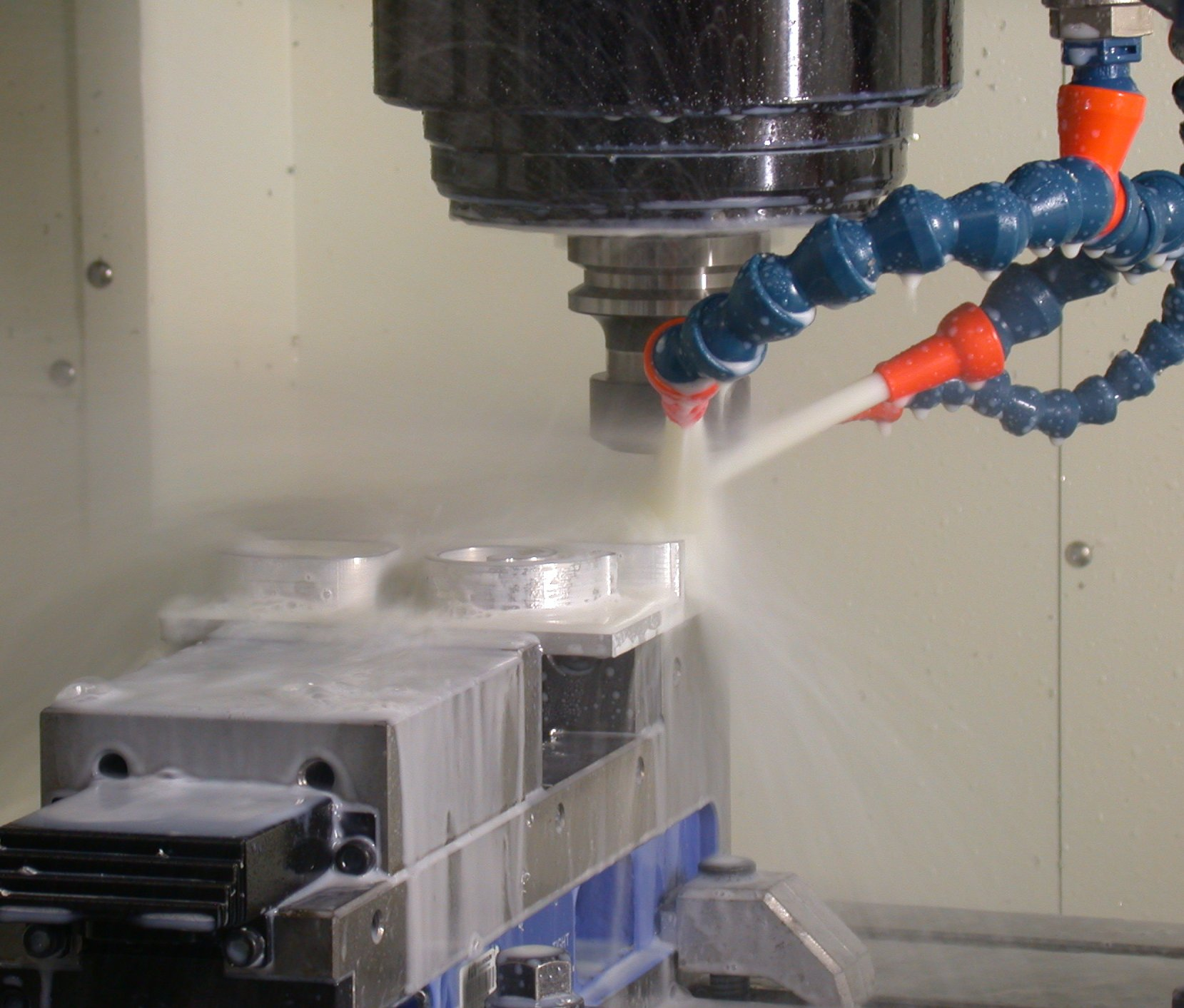
En modern verktygsmaskin.

Med verktygsmaskin menas varje rörlig anordning vari man kan sätta in ett enkelt verktyg för att bearbeta ett arbetsstycke. Till sådana maskiner för både skärande och formande metallbearbetning hör bland annat svarvar, borrmaskiner, fräsar, slipmaskiner, maskinsaxar och pressar av olika slag.
Verktygsmaskiner utför bearbetning av material, en del med ett enda fast monterat verktyg, andra med flera mer eller mindre automatiskt styrda (CNC-styrda) och mer eller mindre automatiskt utbytbara verktyg.

## Historia
Ett tekniskt område, där nyheterna kom slag i slag under senare delen av 1700-talet samtidigt med att ångmaskinen utvecklades, är verktygsmaskinerna. De skulle få sitt stora genombrott senare under 1800-talet och möjliggöra en allt väldigare massproduktion. Om ångmaskinerna gav kraften åt den nya industrin så var det verktygsmaskinerna som gav den dess möjligheter att bli ekonomiskt lönsam eftersom allt större kvantiteter av varor kunde framställas. Efterfrågan stimulerades av att produkterna var så mycket billigare än hantverkets begränsade sortiment.
Den största betydelsen hade verktygsmaskinerna emellertid vid tillverkningen av andra maskiner. Det var med deras hjälp det gick att bygga ångmaskiner med allt högre verkningsgrad, tack vare större precision, samt textilmaskiner, pumpar och så småningom lokomotiv. Serietillverkning av verktygsmaskiner har därför kallats ”industrins industri”. Den kom på bred front under 1870-talet.
Känd som förgrundsfigur till de brittiska verktygsmaskinernas uppkomst är Henry Maudslay (1771–1831).